# Vila Garcia, Aboim e Chapa
Vila Garcia, Aboim e Chapa (oficialmente: União das Freguesias de Vila Garcia, Aboim e Chapa) é uma freguesia portuguesa do município de Amarante, com 12,08 km² de área e 1663 habitantes (censo de 2021). A sua densidade populacional é 137,7 hab./km².

## História
Foi constituída em 2013, no âmbito de uma reforma administrativa nacional, pela agregação das antigas freguesias de Vila Garcia, Aboim e Chapa com sede em Vila Garcia.

## Demografia
A população registada nos censos foi:
| Distribuição da População por Grupos Etários | Distribuição da População por Grupos Etários | Distribuição da População por Grupos Etários | Distribuição da População por Grupos Etários | Distribuição da População por Grupos Etários | Distribuição da População por Grupos Etários |
| -------------------------------------------- | -------------------------------------------- | -------------------------------------------- | -------------------------------------------- | -------------------------------------------- | -------------------------------------------- |
| Antes da agregação                           |                                              |                                              |                                              |                                              |                                              |
| Ano                                          | 0-14 anos                                    | 15-24 anos                                   | 25-64 anos                                   | >= 65 anos                                   | Total                                        |
| 2001                                         | 303                                          | 265                                          | 804                                          | 215                                          | 1587                                         |
| 2011                                         | 288                                          | 186                                          | 958                                          | 268                                          | 1700                                         |
| Após a agregação                             |                                              |                                              |                                              |                                              |                                              |
| Ano                                          | 0-14 anos                                    | 15-24 anos                                   | 25-64 anos                                   | >= 65 anos                                   | Total                                        |
| 2021                                         | 208                                          | 206                                          | 898                                          | 351                                          | 1663                                         |